# Уједињено Краљевство на Европском првенству у атлетици у дворани 1972.
Уједињено Краљевство је учествовало на 3. Европском првенству у дворани 1972 одржаном у Греноблу, (Француска), 11. и 12. марта.
Репрезентацију Уједињеног Краљевства у њеном трећем учешћу на европским првенствима у дворани представљало је 16 спортиста (7 мушкараца и 9 жена) који су се такмичили у дванаест дисциплина (5 мушких и 7 женских).
На овом првенству представници Уједињеног Краљевства нису освојили ниједну медаљу.
У табели успешности (према броју и пласману такмичара који су учествовали у финалним такмичењима (првих 8 такмичара)) Уједињено Краљевство је са 5 учесника у финалу делила 13. место са представницима Грчке са 13 бодова. од 23 земље које су у финалу имале представнике, односно све земље учеснице имале су бар једног представника у финалу.
| Плас. | Земља                | 1. место | 2. место | 3. место | 4. место | 5. место | 6. место | 7. место | 8. место | Бр. финал. - Бод. |
| ----- | -------------------- | -------- | -------- | -------- | -------- | -------- | -------- | -------- | -------- | ----------------- |
| *13.  | Уједињено Краљевство | −        | −        | −        | −        | 2 − 8    | 1 − 3    | −        | 2 − 2    | 5 − 13            |

## Учесници
| Бр. | Дисциплина   | Мушкарци                             | Жене                        | Укупно   |
| --- | ------------ | ------------------------------------ | --------------------------- | -------- |
| 1.  | 60 м         | Бари Кели                            | Соња Ланамен Медлин Коб     | 3        |
| 2.  | 400 м        |                                      | Верона Бернард              | 1        |
| 3.  | 800 м        | Питер Браун                          | Маргарет Бичам              | 2        |
| 4.  | 50 м препоне | Грејам Говер Алан Паско Бервин Прајс | Мери Питерс Ен Вилсон       | 5        |
| 5.  | Скок увис    |                                      | Барбара Инкпен              | 1        |
| 6.  | Скок мотком  | Мајкл Бул                            |                             | 1        |
| 7.  | Скок удаљ    | Лин Дејвис                           | Морин Чити Рут Мартин Џоунс | 3        |
| 8.  | Бацање кугле |                                      | Мери Питерс*                | 1*       |
|     | Укупно (8)   | 7                                    | 9 (17)*                     | 16 (17)* |

- Тачка уз име такмичара означава де је учествовао у више дисциплина.

## Резултати

### Мушкарци
| Атлетичар    | Дисциплина   | Лични рекорд | Квалификације | Квалификације | Полуфинале           | Полуфинале           | Финале               | Финале       | Детаљи |
| Атлетичар    | Дисциплина   | Лични рекорд | Резултат      | Место         | Резултат             | Место                | Резултат             | Место        | Детаљи |
| ------------ | ------------ | ------------ | ------------- | ------------- | -------------------- | -------------------- | -------------------- | ------------ | ------ |
| Бари Кели    | 50 м         |              | 5,92 ЛРд      | 3. у гр. 1 КВ | 5,92                 | 5. у пф. 1           | Није се пласирао     | 8. / 15      |        |
| Питер Браун  | 800 м        |              | 1:50,88       | 3. у гр. 2КВ  |                      |                      | 1:51,27              | 8. / 15      |        |
| Алан Паско   | 50 м препоне |              | 6,73          | 3. у гр. 1 КВ | 6,83                 | 6. у пф 2            | Није се квалификовао | 10. / 23     |        |
| Бервин Прајс | 50 м препоне |              | 6,97          | 6. у гр. 2    | Није се квалификовао | Није се квалификовао | Није се квалификовао | 22. / 23     |        |
| Грејам Говер | 50 м препоне |              | 6,82          | 6. у гр. 3    | Није се квалификовао | Није се квалификовао | Није се квалификовао | 17. / 23     |        |
| Мајкл Бул    | скок мотком  |              |               |               |                      |                      | 5,99                 | 6. / 10 (12) |        |
| Лин Дејвис   | скок удаљ    |              | 7,64          | 8. / 12 (13)  |                      |                      |                      |              |        |

### Жене
| Атлетичар        | Дисциплина   | Лични рекорд | Квалификације | Квалификације | Полуфинале | Полуфинале  | Финале                | Финале        | Детаљи |
| Атлетичар        | Дисциплина   | Лични рекорд | Резултат      | Место         | Резултат   | Место       | Резултат              | Место         | Детаљи |
| ---------------- | ------------ | ------------ | ------------- | ------------- | ---------- | ----------- | --------------------- | ------------- | ------ |
| Соња Ланамен     | 50 м         |              | 6,40 ЛРд      | 2. у гр. 3 КВ | 6,46       | 6. у пф 2   | Није се квалификовала | 7. / 19       |        |
| Медлин Коб       | 50 м         |              | 6,47          | 2. у гр. 1 КВ | 6,49       | 4, у пф. 1. | Није се квалификовала | 8. / 19       |        |
| Верона Бернард   | 400 м        |              | 55,11         | 2. у гр. 3 КВ | 55,25      | 4. у пф 2   | Није се квалификовала | 5. / 9        |        |
| Маргарет Бичам   | 800 м        |              | 2:08,90 ЛРд   | 4. у гр. 1    |            |             | Није се квалификовала | 8. / 11       |        |
| Мери Питерс      | 50 м препоне |              | 7.17 НРд      | 4. у гр. 2 кв | 7,15 НРд   | 6. у пф 2   | Није се квалификовала | 8. / 20 (21)  |        |
| Ен Вилсон        | 50 м препоне |              | 7.22          | 3. у гр. 3 кв | 7,21       | 5, у пф. 2. | Није се квалификовала | 10. / 20 (21) |        |
| Барбара Инкпен   | скок увис    |              |               |               |            |             | 1,76                  | = 9. / 13     |        |
| Морин Чити       | скок удаљ    |              | 6,26          | 5. / 10       |            |             |                       |               |        |
| Рут Мартин Џоунс | скок удаљ    |              | 6,99          | 9. / 10       |            |             |                       |               |        |
| Мери Питерс      | бацање кугле |              | 14,90         | 13 13         |            |             |                       |               |        |

## Биланс медаља Уједињеног Краљевства после 3. Европског првенства у дворани 1970—1972.
|     | ЕП     |   |   |   |   | УП |
| 1.  | 1970.  | 2 | 0 | 0 | 2 | 5  |
| 2.  | 1971.  | 2 | 1 | 1 | 4 | 5  |
| 3.  | 1972.  | 0 | 0 | 0 | 0 | 0  |
| 1-3 | Укупно | 4 | 1 | 1 | 6 | 5  |
| --- | ------ | - | - | - | - | -- |

|                                        | Атлетичар-ка]                          |                                        |                                        |                                        |                                        |                                        |
| Није било вишеструких освајача медаља. | Није било вишеструких освајача медаља. | Није било вишеструких освајача медаља. | Није било вишеструких освајача медаља. | Није било вишеструких освајача медаља. | Није било вишеструких освајача медаља. | Није било вишеструких освајача медаља. |
| -------------------------------------- | -------------------------------------- | -------------------------------------- | -------------------------------------- | -------------------------------------- | -------------------------------------- | -------------------------------------- |

## Освајачи медаља Уједињеног Краљевства после 3. Европског првенства у дворани 1970—1972.
|    | Атлетичар/ка     | м | ж | ЕП       | Дисциплина |   |   |   |   |
| -- | ---------------- | - | - | -------- | ---------- | - | - | - | - |
| 1. | Ричард Вајлд     | м |   | 1970.    | 3.000 м    |   |   |   |   |
| 2. | Мерилин Невил    |   | ж | 1970.    | 400 м      |   |   |   | 2 |
| 3. | Питер Стјуарт    | м |   | 1971.    | 3.000 м    |   |   |   |   |
| 4. | Маргарет Бичам   |   | ж | 1971.    | 1.500 м    |   |   |   |   |
| 5. | Фил Луис         | м |   | 1971.    | 800 м      |   |   |   |   |
| 6. | Розмари Стирлинг |   | ж | 1971.    | 800 м      |   |   |   | 4 |
|    | Укупно           | 3 | 3 | 1970—72. |            | 4 | 1 | 1 | 6 |